# Chris Charming
Chris Charming (ur. 29 stycznia 1959) – niemiecki aktor, reżyser, producent i montażysta filmów pornograficznych. W 2010 znalazł się na liście finalistów alei sław Hall of Fame i odebrał nagrodę honorową AVN Award.

## Życiorys

### Wczesne lata
Urodził się i dorastał w Düsseldorfie. Od lutego 1977 do sierpnia 1979 pracował na stanowisku operatora tokarki Turner w korporacji Thyssen w Oberkassel. Pierwszy raz uprawiał seks w wieku 19 lat w samochodzie. Od lutego 1983 do maja 1986 odbył praktykę jako kreślarz techniczny w centrum doskonalenia zawodowego we Frankfurcie nad Menem (BFW Frankfurt) z siedzibą w Bad Vilbel. Od czerwca do grudnia 1992 przeszedł dalsze szkolenie w Control Data Institut w Düsseldorfie. Tworzył teksty i grafiki obsługiwane przez komputery PC w systemie MS-DOS, zajmował się też programowaniem podstawowych technik informacyjnych i komunikacyjnych. Studiował jako mechanik, a następnie został rysownikiem inżynierii technicznej. Osiedlił się w Mönchengladbach.

### Kariera w branży porno
W 1995 w Niemczech poznał dziewczyny, związane z biznesem porno, które zachęciły go, by wziął udział w produkcjach BB–Video w Mülheim an der Ruhr. Po raz pierwszy stanął przed kamerą w filmie Casting Villa (1995) z udziałem Karima i Hakana, a następnie wystąpił w produkcji Voll versaute Weiber in Strumpfhosen (1995) u boku Conny’ego Dachsa, Franka Guna i Steve’a Holmesa, z którym potem stworzył duet w 4–częściowej serii MagmaFilm Criss & Crass (2001–2002). Kręcił filmy porno dla zabawy i nie myślał o występach jako zawodzie, ponieważ miał pracę. W 1997 przyjechał do Las Vegas, aby wziąć udział w konwencji. W 1998 rozpoczął współpracę z Rocco Siffredim i Christophem Clarkiem. Potem przeniósł się na rok do Budapesztu. W niemieckiej wersji porno Taksówkarza – Obsession Taxi Driver (1998) grał postać Harry’ego Waldmanna. Wystąpił we włoskich wysokobudżetowych produkcjach In-X-Cess Productions, takich jak pastiszu Powiększenia – Blow Up (1998), Złodziej miłości - Giacomo Casanova (Ladro d’amore - Giacomo Casanova, 1998) w roli strażnika więziennego, Don Juan (Don Giovanni - Il Seduttore, 1998) z Nikki Anderson, Elixir (1998), Kobieta w żelaznej masce (Anita e la maschera di ferro, 1998) na motywach powieści Aleksandra Dumasa Wicehrabia de Bragelonne z Anitą Blond. Wystąpił w parodiach Multi Media Verlag: Słoneczny patrol – Babewatch 3 (1999), cyklu o Jamesie Bondzie – 00sex Part 2 – Im Auge Des Orkans (1999), Pretty Women: Kobieta moich marzeń (1999), Supergirl: Titten aus StahlCzarujące czarownice (2000) i Czarujące czarownice (Bezaubernde Hexen, 2001).
W 2000 zadebiutował jako reżyser produkcji New Sensations Lucky Charm 1. Odbył serię wizyt w Stanach Zjednoczonych, a następnym razem przebywał tam przez 13 miesięcy. Przez pewien czas dużo pracował z Erikiem Everhardem i Brandonem Ironem. Wziął udział w scenie triolizmu z Lupe Fuentes, Johnem Espizedo i Jayem Lassiterem w filmie Teravision Interactive Girlfriend Sexperience (2009). W dramacie kryminalnym Vivid Entertainment Savanna Samson jest masażystką (Savanna Samson Is the Masseuse, 2011) w reż. Paula Thomasa zagrał rolę gangstera Horse’a, wspólnika Speeda (Steve Holmes). Był również zaangażowany w serie Jim Powers Productions, Legend Video, Metro, Zero Tolerance, Digital Playground, Evil Angel, Hustler Video, Private Media Group, Metro, Jules Jordan Video, Kink.com, Brazzers i Dogfart Network.
Wziął udział w telewizyjnym filmie dokumentalnym ZDFneo Achtung, Selbstversuch! Wie werde ich Pornoregisseurin? (2011).
W 2022 znalazł się na drugim miejscu listy 21. najlepszych niemieckich gwiazd porno portalu EuroSexScene.com.

## Nagrody i nominacje
| Rok  | Nagroda          | Kategoria                                      | Film                                       | Inni wykonawcy | Rezultat  |
| ---- | ---------------- | ---------------------------------------------- | ------------------------------------------ | --- | --------- |
| 1999 | Venus Award      | Najlepszy debiutant                            | –                                          | – | Wygrana   |
| 2001 | Venus Award      | Najlepszy aktor niemiecki                      | –                                          | – | Nominacja |
| 2005 | AVN Award        | Najlepsza scena seksu w zagranicznej produkcji | Internal Cumbustion 5 (2004)               | Jane Darling | Nominacja |
| 2005 | AVN Award        | Najlepszy zagraniczny wykonawca roku           | –                                          | – | Nominacja |
| 2005 | AVN Award        | Najlepsza scena seksu analnego – wideo         | Shitty Shitty Bang Bang (2004)             | Leyla Lei | Nominacja |
| 2005 | EroticLine Award | Najlepszy aktor niemiecki                      | –                                          | – | Nominacja |
| 2006 | AVN Award        | Najlepsza scena seksu grupowego – wideo        | Service Animals 21 (2005)                  | Karina Kay, Sandra Romain i Chris Mountain | Nominacja |
| 2007 | AVN Award        | Najlepsza scena seksu grupowego – wideo        | Fashionistas Safado: The Challenge (2006)  | Belladonna, Melissa Lauren, Jenna Haze, Gianna, Sandra Romain, Adrianna Nicole, Flower Tucci, Erik Everhard, Nicole Sheridan, Marie Luv, Caroline Pierce, Lea Baren, Jewell Marceau, Jean Val Jean, Christian XXX, Voodoo, Sasha Grey, Mr. Pete i Rocco Siffredi | Wygrana   |
| 2007 | AVN Award        | Najlepsza scena seksu grupowego – wideo        | Gangbanger’s Ball (2006)                   | Otto Bauer, Steve Holmes, Benjamin Brat, Ben English, Jasmine Byrne, Erik Everhard, Joel Lawrence, Brian Pumper, Reno, Sascha, Arnold Schwartzenpecker i Nathan Threat                                                                                           | Nominacja |
| 2007 | AVN Award        | Najlepsza scena seksu grupowego – wideo        | Jenna Haze: Dark Side (2006)               | Scott Lyons, Jenna Haze i Brett Rockman | Nominacja |
| 2008 | XRCO Award       | Niedoceniony szermierz                         | –                                          | – | Nominacja |
| 2009 | AVN Award        | Najlepsza scena seksu z podwójną penetracją    | Lex Steele XXX 10 (2008)                   | Marco Banderas i Jada Fire | Nominacja |
| 2009 | XRCO Award       | Niedoceniony szermierz                         | –                                          | – | Nominacja |
| 2010 | AVN Award        | Sala sław AVN (Hall of Fame)                   | –                                          | – | Wygrana   |
| 2011 | AVN Award        | Najlepsza scena seksu z podwójną penetracją    | F for Francesca (2010)                     | Francesca Lé i Prince Yahshua | Nominacja |
| 2011 | AVN Award        | Najlepsza scena seksu z podwójną penetracją    | The Perfect Secretary: Training Day (2010) | Marco Banderas i Mika Tan | Nominacja |